# Zeuctoboarmia smithi
Zeuctoboarmia smithi är en fjärilsart som beskrevs av W. Warren 1902. Zeuctoboarmia smithi ingår i släktet Zeuctoboarmia och familjen mätare. Inga underarter finns listade i Catalogue of Life.